# Шелтон, Майкл
Майкл Шелтон (англ. Michael Shelton; Пустой шаблон {{ВД-Преамбула}} ) — английский спортсмен, участник Летних Паралимпийских игр от Великобритании с 1960 по 1976 год. Выиграл шесть медалей: 4 золота и по одной серебряной и бронзовой медали. Участвовал в трёх видах спорта: снукер, игра в боулз, лёгкая атлетика в разных дисциплинах.
Работал на шахте в Ньюстеде (графство Ноттингемшир), в результате несчастного случая получил травму спины и остался парализованным. Продолжая, несмотря на болезнь, занятие снукером, принял участие в первых Играх 1960 года, заняв на них второе место, а через четыре года уже стал чемпионом. Привёз с Игр 1964 года в подарок своей матери японский веер. На Играх 1968 года принимал участие также в легкоатлетических дисциплинах — толкании ядра и метании копья. В 1975 году был признан ассоциацией спортивных журналистов спортсменом-параолимпийцем года в Великобритании.

## Результаты
- Золото — снукер: 1964, 1968, 1972; боулз: 1976
- Серебро — снукер: 1960
- Бронза — снукер: 1976